# Алексей Ольгин
Алексе́й О́льгин (настоящее имя Лев Соломо́нович Маграчёв; 18 мая 1931, Ленинград СССР — 17 января 2020, Таллин, Эстония) — русский советский поэт и прозаик.
Автор известных эстрадных песен, в том числе «Топ-топ» («Первые шаги»), «Человек из дома вышел», «Лишь бы день начинался и кончался тобой!», «Мой дом», «Россияночка», «Иду я к солнцу!», «Одиннадцатый маршрут». С именем Алексея Ольгина связаны первые песни таких композиторов, как Станислав Пожлаков, Владимир Дмитриев. Автор слов песни В. Дмитриева «Будет жить любовь на свете», исполнявшейся Эдуардом Хилем. С песнями на стихи Ольгина в период с 1963 по 2013 годы было выпущено 94 издания шеллаковых, гибких и виниловых пластинок.
Перу Ольгина принадлежит несколько поэтических сборников и детских книг.
До середины 1990-х годов жил в столице Эстонии Таллине, затем в Финляндии и снова в Таллине.
Скончался 17 января 2020 года в Таллине и похоронен 28 января 2020 года на Таллинском Лесном кладбище

## Семья
Племянник военного журналиста Лазаря Хаимовича Маграчёва.
Состоял в браке с Наталией Борисовной Левенштейн, сестрой радиожурналиста Севы Новгородцева.

## Творчество
- Сборник стихов «Нетронутое лето». — Таллин, Ээсти раамат, 1974.
- Сборник песен «Иду я к Солнцу». — Л.; М.: Советский композитор, 1977.
- Сборник стихов «Осенние светофоры». — Таллин: Ээсти раамат,1979.
- Сборник рассказов для детей «Весёлые знакомства». — Таллин: Ээсти раамат, 1985.
- Сборник рассказов для детей «Здравствуй, я тебя знаю». — М.: Детская литература, 1991.
- Сборник рассказов «Шоколадные зайцы». — Таллин: Карп, 1991.
- Сборник рассказов «Вагон и маленькая тележка». — Таллин: Aleksandra, 1998.
- Сборник «Верлибры». — Таллин, 2000.
- Повесть «Маленькие радости долговязого». — Таллин, 2000.
- Сборник рассказов «Собачьи удовольствия». — Таллин, 2002.
- Сборник рассказов «Дневник незамужней женщины». — Таллин, 2002.
- Сборник юмористических рассказов «Как стать дедушкой». — Таллин, 2004.
- Сборник юмористических рассказов «Все мы немножко лошади». — Таллин, 2005.